# Michel de La Huguerye
Michel de La Huguerye (Beauce of Chartres, 1545 – Vandœuvre-lès-Nancy, 26 juli 1616) was een Franse hugenoot die een dichte raadgever was van graaf Lodewijk van Nassau (1572-1574), prins Hendrik I van Bourbon-Condé en in mindere mate keurvorst Johan Casimir van Palts-Simmern. Hij eindigde zijn leven als katholiek in dienst van hertog Karel III van Lotharingen. Zijn memoires bieden inzicht in de periode 1570-1602.

## Leven
Michel was een zoon van procureur Pierre Huguerie uit Chartres en Marguerite Olier. Hij studeerde in Chartres en aan het Collège de Navarre in Parijs. Fortuin zoekend in dienst van grote heren, zou de ambitieuze La Huguerye geregeld van patroon, religie en land wisselen. In augustus 1570 reisde hij naar Rome met François Le Mareschal, een bediende van staatssecretaris Nicolas IV de Neufville. Hij ontfutselde hem zijn opdracht en gebruikte deze informatie om de aandacht te trekken van Jeanne d'Albret, koningin van Navarra. 
In de lente van 1572 trad hij in dienst van Lodewijk van Nassau als zijn persoonlijke secretaris. In zijn gevolg bezette hij Bergen en verliet hij de stad weer, na het mislukte ontzet door Lodewijks broer Willem van Oranje en de onderhandelde overgave aan Don Fadrique. Toen Lodewijk in april 1574 sneuvelde op de Mookerheide, zocht La Huguerye op het modderige slagveld acht dagen lang vergeefs naar zijn lijk. Hij stelde Oranje verantwoordelijk voor zijn dood. De secretaris was degene die Jan van Nassau het slechte nieuws ging brengen. 
Hij sloeg een aanbod van de calvinist en aanstaande vorst Johan Casimir van Palts-Simmern af, om in plaats daarvan in oktober dienst te nemen bij prins Hendrik I van Bourbon-Condé, de gevluchte leider van de malcontenten, wiens opstand tegen koning Hendrik III was mislukt. Op weg van Slot Dillenburg naar Condé in Bazel werd La Huguerye aangevallen. Hij zag er de hand in van Catharina de Medici, hoewel het om een operatie van Pontus De la Gardie ging, wellicht in Zweedse opdracht. In november scheepte hij te Emden in naar Dordrecht, om aan Oranje een alliantie met de opstandige Condé en met de Ottomanen voor te stellen. Oranje leek hier eerst op in te gaan, maar deed dat uiteindelijk niet vanwege vooruitzichten op steun van de Franse koning.
Op 15 januari 1584 trouwde hij in Sedan met Madeleine Berziau, een dochter van Claude de Berziau.
In 1585 werd La Huguerye alsnog de secretaris van keurvorst Johan Casimir van Palts-Simmern. Toen deze hem beschuldigde van verduistering, vluchtte hij naar de katholieke hertog Karel III van Lotharingen. Vanaf 1589 behartigde hij als staatsraad diens belangen en voerde hij onderhandelingen in Frankrijk en Duitsland. In januari 1594 stuurde de hertog hem als raadgever en agent naar het Franse koningshof. Vanaf 1604 begon hij zijn memoires te schrijven. Zeker vanaf 1609 raakte hij in de obscuriteit. Hij verbleef afwisselend in Nancy en op een landhuis dat hij moet bezeten hebben in Vandœuvre. Daar werd hij in 1616 dood teruggevonden langs de weg, het hoofd ingeslagen door kalkbranders met wie hij in proces lag. De daders – een vader en twee zonen – bekenden onder tortuur. Uitvoerder Éloy Parmentier werd opgeknoopt.

## Memoires
De autografe memoires van La Huguerye beslaan de periode 1570-1602 en werden geredigeerd van 1604 tot ca. 1608, in een periode dat hij dus katholiek was. Hij droeg de verschillende delen op aan graaf Gaspard III de Coligny, prins Filips Willem van Oranje, graaf Karel van Bourbon-Soissons en keurvorst Frederik IV van de Palts. Het werk bevat zoveel detail dat het wel moet gebaseerd zijn op notities. Hoewel hij chronologische vergissingen maakte in de jaren 1574-1576, en er aanwijzingen zijn dat hij soms bewust de waarheid geweld aandeed, blijft zijn ooggetuigenverslag een waardevolle bron voor de complexe diplomatie van die tijd. Hij was vooringenomen tegen Hendrik IV van Frankrijk en Jeanne d'Albret.

## Uitgave
- Alphonse de Ruble (red.), Mémoires inédits de Michel de La Huguerye, 4 dln., Paris, Librairie Renouard, 1877-1880

## Voetnoten
1. ↑  Rosanne M. Baars, Rumours of Revolt. Civil War and the Emergence of a Transnational News Culture in France and the Netherlands, 1561–1598, 2021, p. 59
2. ↑  Hugues Daussy, "Louis de Nassau et le parti huguenot" in: Yves Krumenacker en Olivier Christin (eds.), Entre Calvinistes et Catholiques. Les relations religieuses entre la France et les Pays-Bas du Nord (XVIe-XVIIIe siècle), 2010, p. 31-43, § 8